# John Lennon Signature Box
 (juillet 2020).
Si vous disposez d'ouvrages ou d'articles de référence ou si vous connaissez des sites web de qualité traitant du thème abordé ici, merci de compléter l'article en donnant les références utiles à sa vérifiabilité et en les liant à la section « Notes et références ».
Albums de John Lennon
Power To The People: The Hits
(2010) John Lennon - Icon
(2010)
John Lennon Signature Box est un coffret d'albums paru en octobre 2010. Il reprend tous les albums studio de John Lennon, ainsi qu'un CD de singles et un autre de prises non retenues de certaines chansons. Il s'agit de la première édition du catalogue de l'artiste à avoir été remastérisée. Les albums sont publiés à l'identique des versions originelles sans les bonus des rééditions CD récentes.
Cette publication est accompagnée d'une collection sur quatre CD intitulée Gimme Some Truth et d'un album simple des meilleurs succès de Lennon, Power to the People: The Hits.

## Liste des albums
- Disque 1: John Lennon/Plastic Ono Band (1970)
- Disque 2: Imagine (1971)
- Disque 3 et 4: Some Time in New York City (1972)
- Disque 5: Mind Games (1973)
- Disque 6: Walls and Bridges (1974)
- Disque 7: Rock ‘n’ Roll (1975)
- Disque 8: Double Fantasy (1980)
- Disque 9: Milk and Honey (1984)

### Contenu additionnel
Disque 10 – Singles
1. Power to the People – 3:25
2. Happy Xmas (War Is Over) – 3:34
3. Instant Karma! (We All Shine On) – 3:21
4. Cold Turkey – 5:03
5. Move Over Ms. L – 2:58
6. Give Peace a Chance – 4:55

Disque 11 – Studio Outakes / Home Recordings 
1. Mother – 4:25
2. Love – 2:39
3. God – 4:35
4. I Found Out (en) – 4:34
5. Nobody Told Me – 3:13
6. Honey Don't – 1:40
7. One of the Boys – 2:39
8. India, India – 3:07
9. Serve Yourself – 5:21
10. Isolation (en) – 3:07
11. Remember (en) – 5:29
12. Beautiful Boy (Darling Boy) – 4:11
13. I Don't Want to Be a Soldier – 3:26

## Classement
| Classement (1975)      | Meilleure position |
| ---------------------- | ------------------ |
| États-Unis (Billboard) | 148                |